# 維苑飲食集團

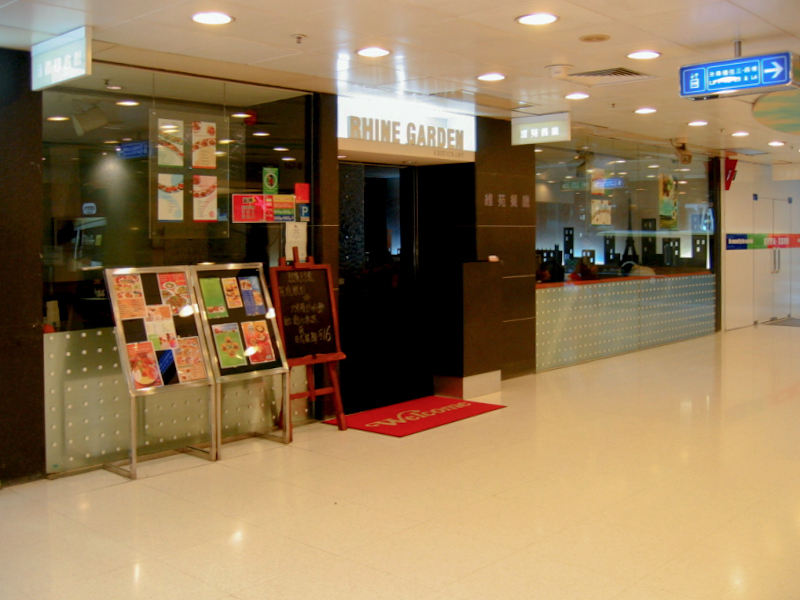
維苑餐廳在沙田新城市廣場分店（2005年）

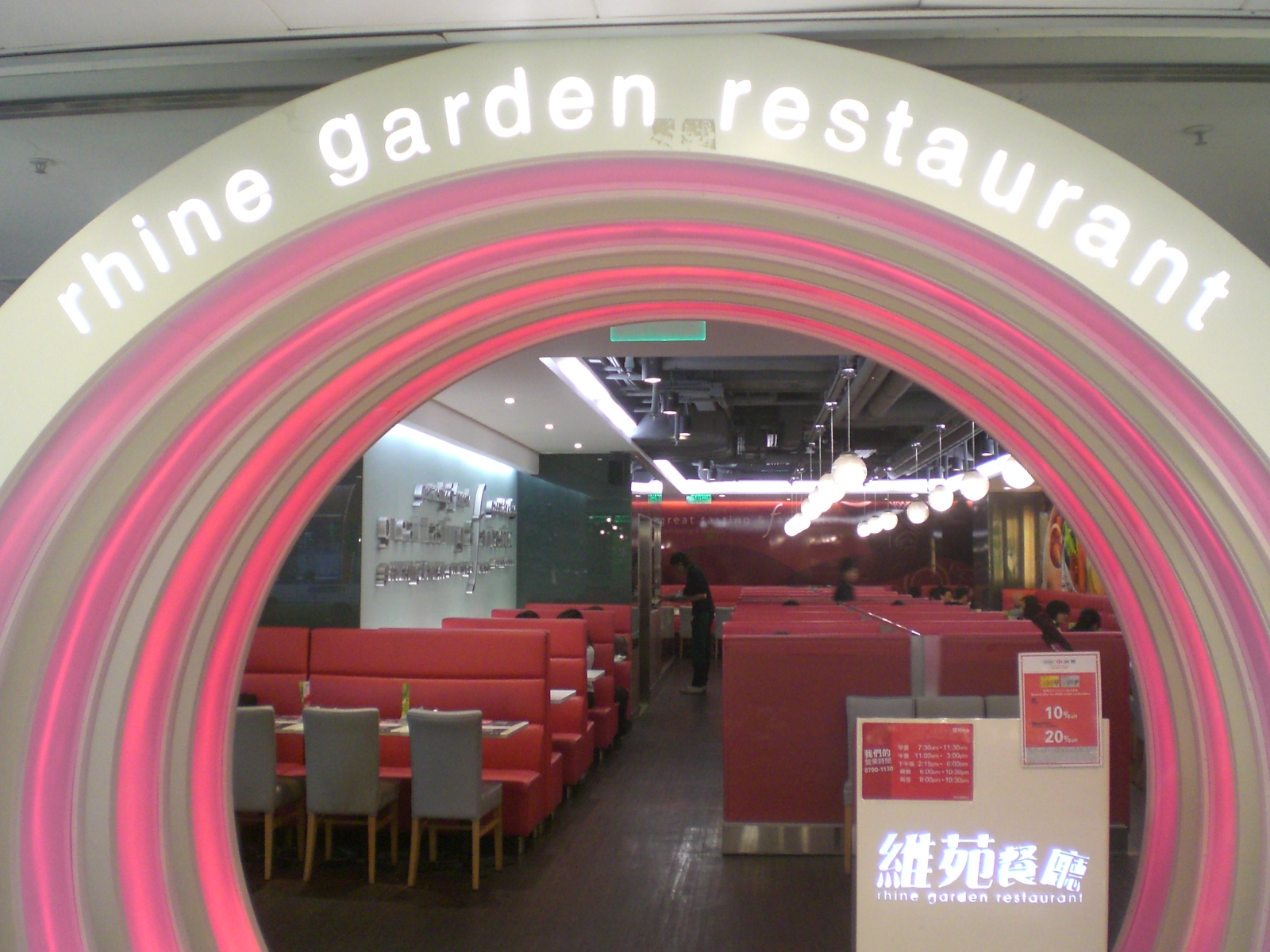
維苑餐廳在元朗廣場分店（2008年）

維苑飲食集團有限公司(（Rhine Garden Holdings Limited）（2002年6月19日以前稱為彩成集團有限公司（Join Bright Holdings Limited）），於1992年創立，是香港一家經營連鎖式西餐廳的集團，曾經營維苑餐廳（Rhine Garden Restaurant）及珊瑚堡餐廳（Cafe Lagoon），全盛時期曾有多達二十間分店。現已清盤。

## 旗下業務
- 維苑餐廳
- 珊瑚堡餐廳（在2009年飲食天王頒獎典禮中獲得「牛扒天王」一獎）[6]

## 維苑餐廳分店
- 荃灣大壩街荃灣廣場二樓
- 葵芳興芳路223號新都會廣場1樓
- 尖沙咀廣東道33號中港城1樓
- 沙田禾輋商場2樓
- 元朗元朗廣場地下
- 上水龍運街8號新都廣場地下
- 黃大仙正德街104號黃大仙中心3樓
- 天水圍天澤商場2樓
- 北角英皇道416-430號新都城大廈地下
- 紅磡都會道6號國際都會商場八樓
- 青衣長發商場3樓
- 馬鞍山鞍祿街18號新港城中心3樓[7]

## 珊瑚堡餐廳分店[8]
- 屯門屯門時代廣場北翼三樓
- 香港仔香港仔中心第二期商場一樓
- 大埔大埔超級城B區二樓
- 紅磡黃埔花園第8期一樓
- 屯門屯門市廣場第一期UG
- 天水圍嘉湖海逸酒店第二座
- 荃灣荃灣廣場二樓
- 九龍灣淘大商場第二期一樓

## 軼事
- 維苑飲食集團有限公司為慶祝集團成立十五周年，曾於2007年邀請藝人郭羡妮及模特兒周倩圯為「15 15『嚐』在珊瑚堡@荃灣廣場」活動的表演嘉賓。[9]

## 外部連結
- 維苑餐廳網頁
- 珊瑚堡餐廳Facebook （页面存档备份，存于）